# Bernardino Telesio
Bernardino Telesio (født 1508 i Cosenza i Kalabrien, død 1588 sammesteds) var en italiensk filosof.
Telesio, der studerede i Milano, Rom og Padova, kom i forbindelse med pave Paul IV. Han virkede som lærer i Napoli og grundede der et selskab for naturforskning, Academia Telesiana. Telesio er en af de betydeligste repræsentanter for renæssancens filosofi; imod den middelalderlige aristotelisme hævder han den empiriske metode og gør det så skarpt, at han egentlig kommer til at overvurdere sansningen på tænkningens bekostning.
I steden for Aristoteles' distinktion mellem stof og form stiller Telesio distinktionen mellem stoffet (corporea moles, den kvantitativt uforanderlige materie) og kraften, der atter føres tilbage til to grundkræfter (principia agentia), varmen som den udvidende, livsfrembringende, og kulden som den sammentrækkende, livsdræbende kraft. Den første har sit midtpunkt i solen, den anden i jorden, der for tiden er det ubevægede centrum. Bevidstheden er en oprindleig evne ved materien; sjælen (spiritus), en del af varmens grundkraft, holder legemets dele sammen og er gennem nerverne udbredt over hele legemet, men har dog sit egentlige sæde i hjernen. Særlig interesse har hans lære om rummet.
I sin etik har Telesio på flere punkter, sikkert under påvirkning af stoisk filosofi, lignende tanker som Spinoza. Selvopholdelsen er sjælens grunddrift; når den fremmes, føles lyst og tillige kærlighed til det, der fremmer den; når den hemmes, ulyst og had til modgangens årsag. Telesio opstiller en række dyder, dels individuelle, dels sociale, som udtrykkene for de forskellige gode måder, hvorpå man kan fremme sin selvopholdelse; visdommen er indbegrebet af alle dyderne, men den højeste blandt disse som enkelte er højsindet (sublimitas). Telesios hovedværk er De rerum natura, der forelå fuldstændig 1586. Hans filosofi er på afgørende punkter bleven kritiseret af hans samtidige, Francesco Patrizi.